# James Barbour
James Barbour (Barboursville, 10 de junio de 1775-Ibidem, 7 de junio de 1842) fue un abogado y político estadounidense. Se desempeñó como delegado del condado de Orange en la Asamblea General de Virginia, y como presidente de la Cámara de Delegados de Virginia. Fue el décimo octavo gobernador de Virginia. Después de la guerra anglo-estadounidense de 1812, se desempeñó como senador de los Estados Unidos (1814-1825) y Secretario de Guerra de los Estados Unidos (1825-1828).

## Biografía

### Primeros años
Nació en el condado de Orange en junio de 1775, hijo de Thomas Barbour y Mary Pendleton. Estudió leyes y fue admitido en el colegio de abogados en 1793.

### Carrera
Fue miembro de la Cámara de Delegados de Virginia entre 1798 y 1804, y nuevamente desde 1807 hasta 1812; presidiendo el órgano legislativo desde diciembre de 1809 hasta enero de 1812. En 1811 se presentó como candidato a gobernador, siendo derrotado por George William Smith. Fue elegido para sucederlo el 3 de enero de 1812 después del fallecimiento de Smith en un incendio; ocupando el cargo hasta el 11 de diciembre de 1814. En su período como gobernador ocurrió la guerra anglo-estadounidense de 1812, dedicándose a la defensa del estado, en colaboración con las milicias y el Departamento de Guerra.
En la Cámara de Delegados, redactó el proyecto de ley que establecía el Fondo Literario de Virginia, que se aprobó el 2 de febrero de 1810. Esto proporcionó algunos fondos para la educación pública en cada condado del estado. Años más tarde solicitó que la única inscripción en su lápida sepulcral sea una referencia a dicha ley.
El 14 de noviembre de 1814 fue elegido Senador de los Estados Unidos para ocupar la banca del fallecido Richard Brent. Fue reelegido en 1821, ocupando una banca hasta el 7 de marzo de 1825, cuando renunció para formar parte del gabinete de John Quincy Adams. Durante sus años en el Congreso, se desempeñó como presidente pro tempore del Senado durante los 15.° y 16.° Congresos. También fue presidente de la comisión de relaciones exteriores (en los 15.°, 16.° y 18.° congresos) y de la comisión del Distrito de Columbia en el 17.° Congreso.
Fue nombrado secretario de guerra por el presidente Adams y se desempeñó desde el 7 de marzo de 1825 hasta el 26 de mayo de 1828, cuando renunció a aceptar un cargo diplomático, siendo ministro plenipotenciario en el Reino Unido desde el 26 de mayo de 1828 hasta el 23 de septiembre de 1829.
En diciembre de 1830, regresó a la Cámara de Delegados de Virginia, pero renunció dos meses después a favor de su oponente, Thomas Davis, que había impugnado la elección. Fue presidente de la convención del Partido Nacional-Republicano de 1831 y de la Convención del Partido Whig de 1839.
Se estableció en su finca de Barboursville (condado de Orange), diseñada por Thomas Jefferson y construida por Barbour en 1817, dirigiendo su plantación con esclavos. Falleció allí por cáncer de próstata el 7 de junio de 1842, siendo sepultado en el cementerio familiar.